# CP対称性の破れ
CP対称性の破れ（CPたいしょうせいのやぶれ、英：CP violation）とは、物理学、特に素粒子物理学において、CP対称性（英：CP-symmetry、charge conjugation parity symmetry）に従わない事象のことである。
CP対称性の破れは1964年に中性K中間子の崩壊の観測から発見され、ジェイムズ・クローニンとヴァル・フィッチはその功績により1980年にノーベル物理学賞を受賞した。現在も、理論物理及び実験物理で積極的な研究が行なわれている分野の一つとなっている。
現在の宇宙では、物質が反物質よりもはるかに多い。
宇宙の歴史の中でこの非対称性を生成するためにはCP対称性の破れが必要条件であり、サハロフの三条件のひとつとして知られている。

## 概要
Cは荷電共役変換（charge conjugation transformation: 粒子を反粒子へ反転する）、Pはパリティ変換（parity inversion transformation: 物理系の鏡像を作る）を意味し、CPはこれら二つの演算子の積である。
強い相互作用と電磁相互作用はCP対称性を持っている（CP変換の元で不変である）と考えられている一方で、弱い相互作用に関してはCP対称性を破る現象が知られている。

### CP対称性
CP対称性は、1950年代に発見されたパリティ対称性の破れを回復するために提案された。
パリティ対称性とは物理法則が鏡像反転のもとで不変であるという考えを背景とし、化学反応や放射性崩壊のような反応が鏡像反転しても同じ頻度で起きることを示唆している。パリティ対称性は電磁相互作用と強い相互作用については実際に成り立っており、エネルギー保存の法則や運動量保存の法則と同様の基本法則の一つであると信じられていた。しかし1956年に、理論物理学者の李政道と楊振寧は、すでに存在していた実験データを丹念に再検討し、パリティ対称性は弱い相互作用については確認されていないことを示し、いくつかの直接的に検証する実験を提案した。1956年に、呉健雄らのグループは、コバルト60原子核のベータ崩壊を使った実験により、弱い相互作用がパリティ対称性を破ることを示した。
ここで量子力学的体系のパリティ対称性（P対称性）の破れは、もしも別の対称性Sの破れが見つかって、それと組み合わせた対称性PSが破れないように出来れば回復される。
1957年にレフ・ランダウは、パリティと荷電共役（C）を組み合わせた、CP対称性を提唱した。荷電共役とは粒子と反粒子の間の対称性である。CP対称性とは、ある過程をすべての粒子をその反粒子で置き換えさらに鏡像変換すると、元の過程と等価になることを意味する。
しかし、弱い相互作用では、このCP対称性がまだわずかに破れている。